# Photoblepharon
Photoblepharon – rodzaj ryb z rodziny Anomalopidae.

## Klasyfikacja
Gatunki zaliczane do tego rodzaju:
- Photoblepharon palpebratum
- Photoblepharon steinitzi – latarenkowiec Steinitza[3]